# Tour du Juche
La tour du Juche (en coréen : 주체사상탑), officiellement monument aux Idées du juche, est une tour haute de 170 mètres érigée à Pyongyang, sur les berges du Taedong, en l'honneur de l'idéologie autocratique juche. Terminée en 1982, elle a été bâtie pour le 70e anniversaire du président nord-coréen Kim Il-sung.

## Histoire
La tour du Juche est formée d'une colonne sur laquelle est inscrit le mot « juche », surmontée d'une torche rouge haute de 20 mètres, à l'intérieur de laquelle un éclairage nocturne vise à donner l'impression du vacillement d'une flamme. La colonne mesure 17 mètres de large et les 25 550 blocs composant la structure représentent les jours de la vie de Kim Il-sung. Le haut bâtiment forme un axe avec la place Kim Il-sung, sur l'autre berge de la rivière Taedong. Devant la tour, une sculpture monumentale en bronze de 30 mètres de haut, inspirée par L'Ouvrier et la Kolkhozienne, représente un ouvrier, une paysanne et un intellectuel tenant respectivement le marteau, la faucille et le pinceau, afin de symboliser l'alliance de ces trois classes sociales. Des plaques de félicitations, apportées par des délégations étrangères ou des particuliers étrangers connus, figurent dans une ouverture située à la base du monument.

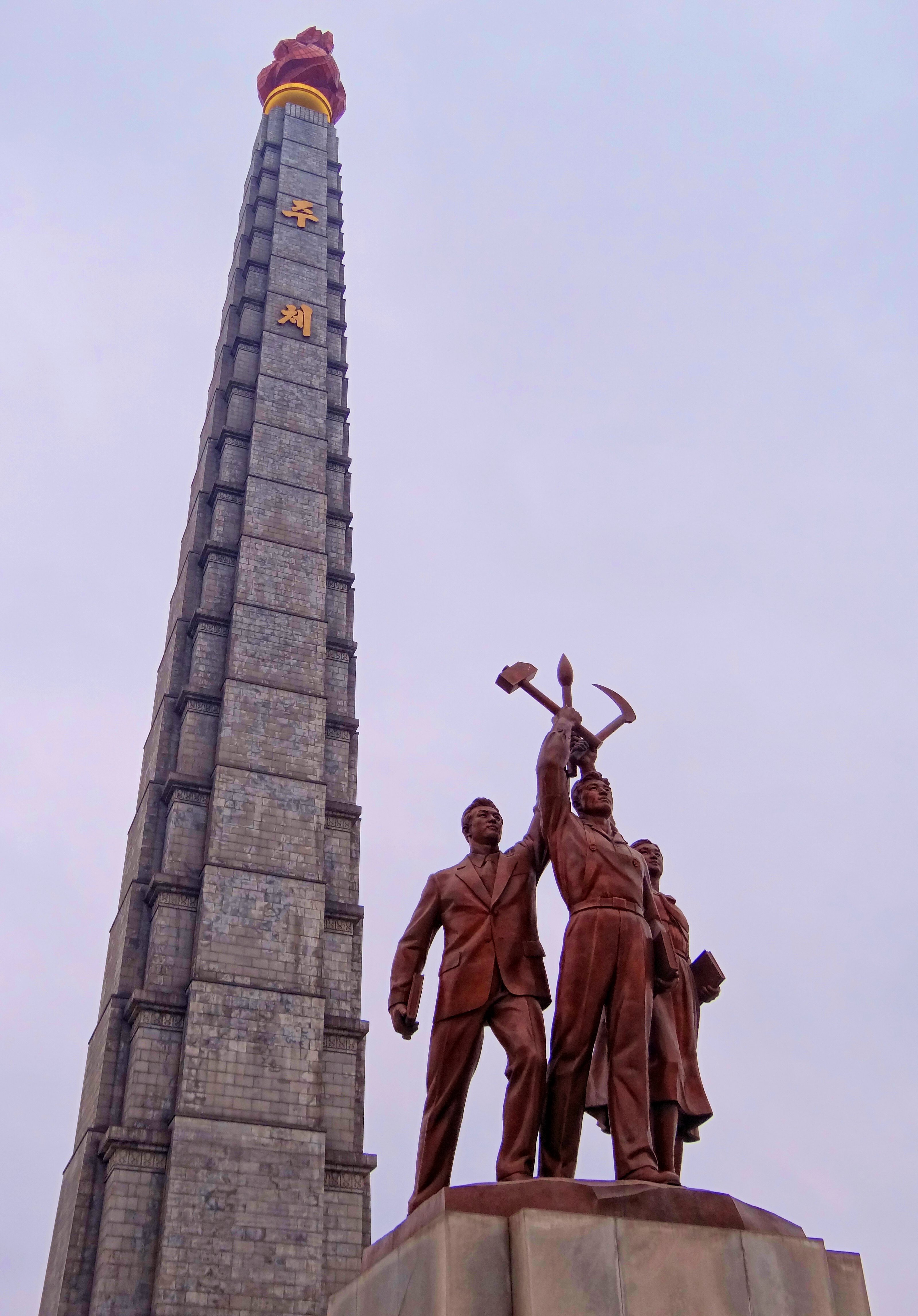
Gros plan sur la sculpture en bronze.

## Visites
L'accès aux ascenseurs coûte cinq euros pour parvenir à la terrasse près de la torche, d'où l'on a un panorama sur tout Pyongyang.

## Galerie

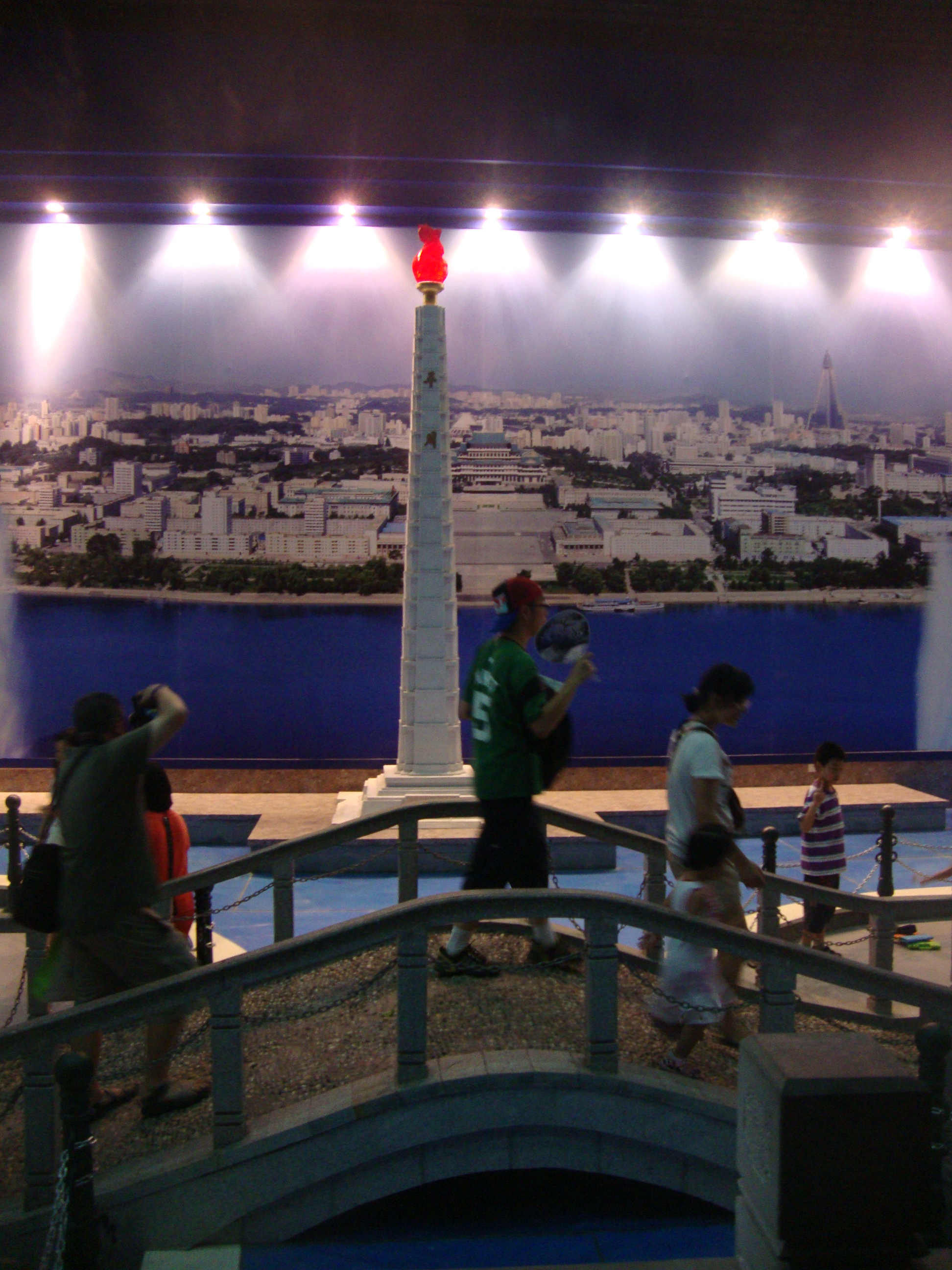
Reproduction de la tour dans le pavillon de la Corée du Nord à l'exposition universelle de 2010.

## Culture
La tour du Juche apparaît régulièrement dans la bande dessinée Pyongyang de Guy Delisle.